# Танімото Аюмі
Танімото Аюмі  (яп. 谷本 歩実, 4 серпня 1981) — японська дзюдоїстка, олімпійська чемпіонка.

## Виступи на Олімпіадах
| Олімпіада  | Дисципліна             | Місце |
| ---------- | ---------------------- | ----- |
| Афіни 2004 | напівсередня категорія | 1     |
| Пекін 2008 | напівсередня категорія | 1     |